# Ataülf
|  | Aquest article tracta sobre el rei visigot. Si cerqueu el bisbe de Barcelona, vegeu «Adaülf». |

Ataülf d'athal (noble) i wulf (llop, guerrer), «guerrer noble»; (? - Bàrcino, 415) fou rei dels visigots de Tolosa entre el 410 i el 415. Cunyat de l'anterior rei, Alaric I, a la seva mort, Ataülf va ser el següent en guiar al poble visigot dins del territori de l'Imperi Romà d'Occident, sent el primer a establir-se a la Gàl·lia i a trepitjar sòl hispà.

## Orígens
Una de les primeres notícies que es tenen d'Ataülf abans d'esdevenir rei, és el seu trasllat a Itàlia per donar suport militar a Alaric I, que es trobava a Etrúria mentre negociava amb l'emperador romà d'Occident Honori. Ataülf estava instal·lat a la Pannònia amb les seves tropes conjuntes de gots i huns i en ser cridat pel rei, va travessar els Alps i va penetrar a l'actual regió italiana del Vèneto. A prop de Pisa, el general romà Olimpi va intentar aturar les tropes d'Ataülf perquè no es reunissin amb les d'Alaric i va presentar-hi batalla: el bàndol romà amb prou feines va tenir baixes mentre que va infligir-ne, aproximadament, un miler al bàndol got, però, no obstant això, no va poder evitar que les tropes restants s'unissin a les d'Alaric.
En no fructificar les negociacions entre Alaric i Honori, el cabdill visigot, ara amb les seves tropes reunides, va decidir iniciar el segon intent de saquejar Roma el 409. Després de l'atac got, Ataülf va ser nomenat Comes Domesticus per l'emperador Prisc Àtal, que havia sigut escollit per a aquesta dignitat pel Senat romà després de l'atac d'Alaric i probablement per recomanació d'aquest. L'any 410 es produeix el darrer intent de saqueig, que va durar tres dies i es va traduir amb la captura de nombrosos presoners, entre els quals hi havia la princesa Gal·la Placídia, filla del segon matrimoni de Teodosi el Gran i germanastra d'Honori i Arcadi, llur custòdia va quedar en mans d'Ataülf.

## Rei dels visigots
Poc després del saqueig de Roma, Alaric va morir sense una descendència vàlida per heretar el lideratge dels gots. Tot i que no se'n tenen gaires notícies sobre la forma de nomenament d'Ataülf, és probable que hi hagués diversos candidats a esdevenir-ne i en resultés escollit ell.
En aquell moment, els visigots encara seguien establerts a la península italiana, concretament a la regió de Calàbria, i van dedicar-se a devastar aquelles terres, però hi ha poques notícies d'aquesta època, fins i tot des de l'Imperi Romà d'Orient, on hi havia més tradició de crear i preservar informació, els fets ocorreguts a la part occidental de l'imperi van ser pràcticament ignorats. Ataülf, seguint la idea d'Alaric, va continuar cap a Sicília i va fer un intent de passar al nord d'Àfrica per mar, que va fracassar. Això el va obligar a continuar a Itàlia i, forçosament, a negociar amb els romans per tal de mantenir i alimentar al seu poble.
En aquest context, Ataülf i els visigots es van unir a les lluites de poder a favor i en contra de la cort d'Honori, ja habituals la presència d'usurpadors i forces centrífugues a l'època a diverses ciutats i regions de la Gàl·lia, Hispània i Britannia. Ben aviat, els visigots es van traslladar cap al nord de la península italiana, van travessar els Alps el 412 i van instal·lar-se a la Gàl·lia, prenent les ciutats de Narbona, Tolosa i Bordeus el 413. Allà, es van posar al servei de l'usurpador i senador Joví, però el que, en definitiva, cercava Ataülf eren recompenses i un lloc estable on assentar-se amb el seu poble.
L'any 414 s'establí a Narbona, i allà es casà amb Gal·la Placídia, que els visigots tenien captiva i que fou obligada a seguir-los durant totes les expedicions. Ataülf tenia la intenció de governar aquell nou territori col·laborant amb els latifundistes gal·loromans del país, però la resposta romana fou el bloqueig dels ports de la Gàl·lia Narbonesa dirigit pel general Constanci, que tenia llur base a Arle.
Acorralat, Ataülf va travessar els Pirineus el 415 per cercar aliments: va conquerir la Tarraconense i es va establir a Bàrcino. En aquesta ciutat nasqué el fill que tingué amb Gal·la Placídia, i que va anomenar Teodosi en memòria del seu avi, com a testimoniatge de l'interès per enllaçar els visigots amb la tradició romana; però l'infant va morir al cap de pocs mesos. Aquest fet va ser vist posteriorment com el compliment d'una profecia de Daniel, segons Hidaci, la qual deia «que la filla d'un rei del Migdia s'uniria en matrimoni a un rei del Nord, i que no subsistiria cap fill de la seva unió».
La situació en territori hispànic no va millorar, ans al contrari, els visigots van continuar acorralats, els ports de la Tarraconense van quedar bloquejats per la flota romana que impedia l'avituallament dels visigots, fins i tot amb allò que es requisava als romans del territori. Diversos notables gots van aconsellar al rei que travessés l'estret de Gibraltar per anar a Àfrica, però Ataülf va declinar-ho posant èmfasi al seu pla d'arribar a un pacte amb l'emperador Honori; la insistència del rei va empitjorar el malestar patent que hi havia entre la noblesa goda contrària a negociar o cooperar amb els romans.

## Assassinat
Arran de la seva política de cooperació i d'apropament amb els romans, Ataülf va ser assassinat el 14 d'agost del 415 a les cavallerisses de palau a Bàrcino, mentre inspeccionava els seus cavalls, víctima d'una conspiració de la qual n'era cap, probablement, Sigeric. Possiblement, va ser assassinat per una persona del seu seguici anomenat Dubius o Eberwolf, que sembla que havia estat ridiculitzat pel monarca, però, no obstant aquest fet, un motiu més probable hauria estat la revenja d'un assassinat anterior d'un antic cap d'una tribu visigoda, anomenat Sar, possible germà de Sigeric. Tanmateix, segons Isidor de Sevilla, Ataülf va ser acusat de col·laborar massa amb els romans i de procurar la pau amb ells i, tanmateix, diu que l'any de la mort és el 416. De fet, Sigeric era cap del partit got antiromà i era enemic del monarca, així com opositor de la monarquia de la dinastia dels Baltungs, a la qual pertanyien tant Alaric com Ataülf.
Pel que fa a l'autor del regicidi, Hidaci creu que l'assassí formava part de la host privada d'Ataülf, però no n'esmenta el nom. Per la seva banda, Jordanes diu que va morir per una ferida al ventre perpetrada per l'espasa d'Evervulf, un home del qual es creu que el rei i potser també altres nobles acostumaven a mofar-se'n per la seva estatura. En termes generals, els autors acostumen a atribuir la mort d'Ataülf a aquesta persona, tot i que també hi ha un altre relat que parla d'un altre home anomenat Dubius que era molt probablement membre de l'entorn domèstic o del seguici reial. Fos qui fos realment, aquest servidor hauria estat un antic servent del denominat dux Gothorum Sar, un antic cabdill d'una petita tribu visigoda que va ser mort per Ataülf i el qual es considera germà de Sigeric, quelcom que hauria donat peu a la venjança, mitjançant una conspiració, executada per aquest Evervulf, o bé Dubius.
Sembla que Ataülf no va morir a l'acte i en el llit de mort va designar al seu germà menor com a successor, però finalment el va succeir Sigeric. Tanmateix, el seu regnat només durà una setmana, suficient com per ordenar matar els sis fills del primer matrimoni d'Ataülf, així com vexar a Gal·la Placídia, la seva segona esposa.